# Shinji Ikari
Shinji Ikari (碇 シンジ Ikari Shinji) er hovedpersonen i den japanske Neon Genesis Evangelion-franchise. I animeserien af samme navn er han en ung mand, der blev efterladt af sin far,men som senere vil have ham til at flyve en mecha kaldet Evangelion Unit 01 for at beskytte byen Tokyo-3 mod de såkaldte engle, der truer med at udslette menneskeheden. Shinji optræder desuden i franchisens forskellige animefilm, videospil og mangaserier.
Instruktøren Hideaki Anno skabte Shinji som et billede på ham selv, der reflekterede han fireårige depression efter premieren på hans tidligere animeserie Nadia: The Secret of Blue Water. Shinjis usikkerhed og pinsler udforskes gennem en strøm af bevidsthed og indre monologer, med afsnit der fokuserer på hans introspektion. Anno benyttede psykoanalytiske teorier til hans karakterisering, herunder Sigmund Freuds psykoseksuelle faser. Anno opkaldte Shinji efter to af hans venner, herunder animatoren Shinji Higuchi, mens efternavnet Ikari betyder skibsanker. Hans udseende blev skabt af Sadamoto. Han bliver dubbet af Megumi Ogata på japansk og af Spike Spencer og Casey Mongillo på engelsk.
Figuren har fået en blandet modtagelse i anime- og mangapublikationer. Selvom hans kompleksitet blev rost og generelt anset for at være realistisk, blev han kritiseret for sin usikkerhed og svaghed. Shinjis karakterisering i de forskellige spin-offs og Rebuild of Evangelion-filmene gav dog anledning til mere positive kommentarer om hans mere modige personlighed og tro på sig selv, især i den anden film i sagaen, Evangelion: 2.0 You Can (Not) Advance. Shinji har opnået højre placeringer i popularitetsmålinger og været genstand for videnskabelige undersøgelser. Der er desuden lavet merchandise med ham, herunder actionfigurer og perfumer.